# Altenburger Vorstädte

Altenburger Vorstädte und Stadtteile

Die Vorstädte der ostthüringischen Skat- und Residenzstadt Altenburg ordnen sich ringförmig um die Altstadt an und stellen die Erweiterung der Wohnbebauung dieser dar. Die Vorstädte stellen historisch gewachsene Siedlungen auf der Gemarkung Altenburgs dar, die in die Agglomeration der Stadt übergehenden eingemeindeten Dörfer und planmäßig errichtete Stadtteile zählen nicht dazu.
Insgesamt besitzt die Stadt 19 Vorstädte, die im Laufe der Geschichte entstanden. Elf davon existierten bereits im Mittelalter, die restlichen stammen aus der zweiten Hälfte des 19. Jahrhunderts und dem 20. Jahrhundert.

## Geschichte

### Mittelalterliche Vorstädte

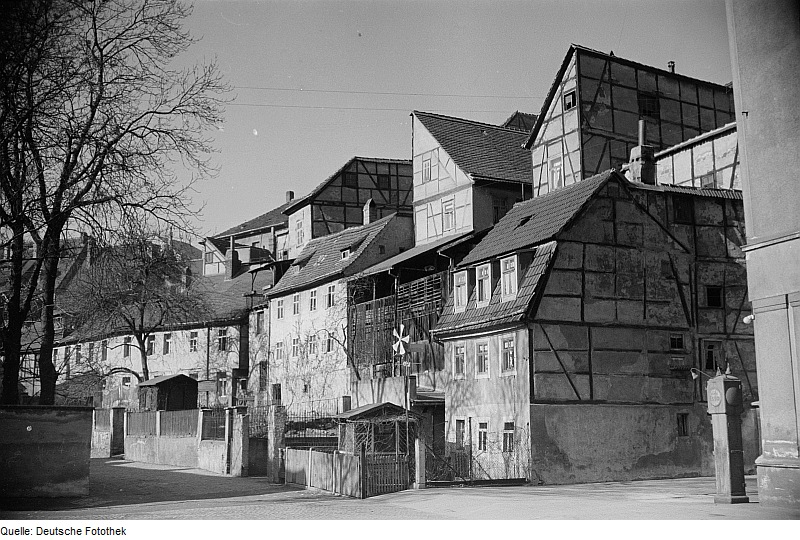
Oberpauritz in den 1950er Jahren

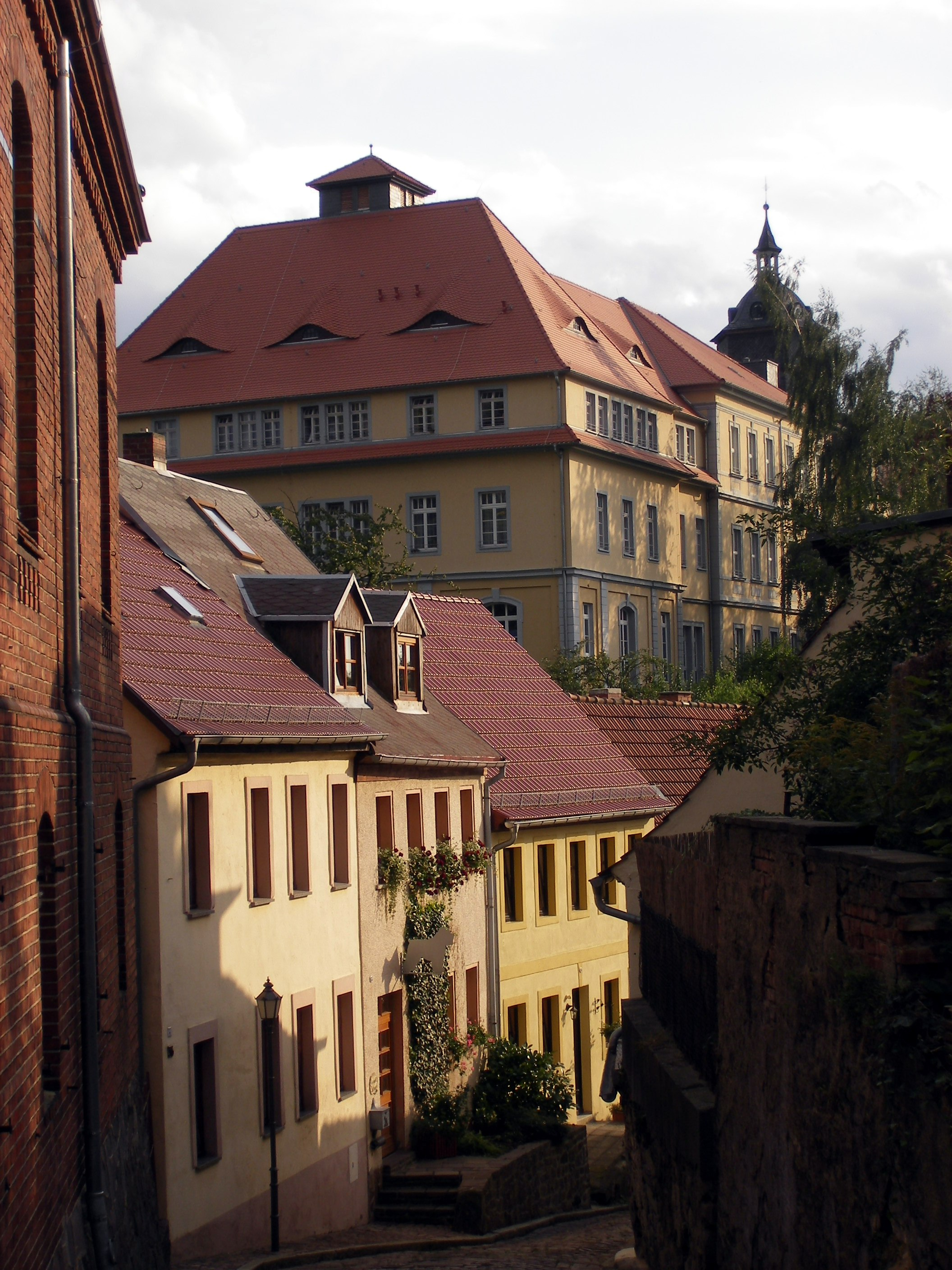
Jungferngasse mit Blick zum Magdalenenstift

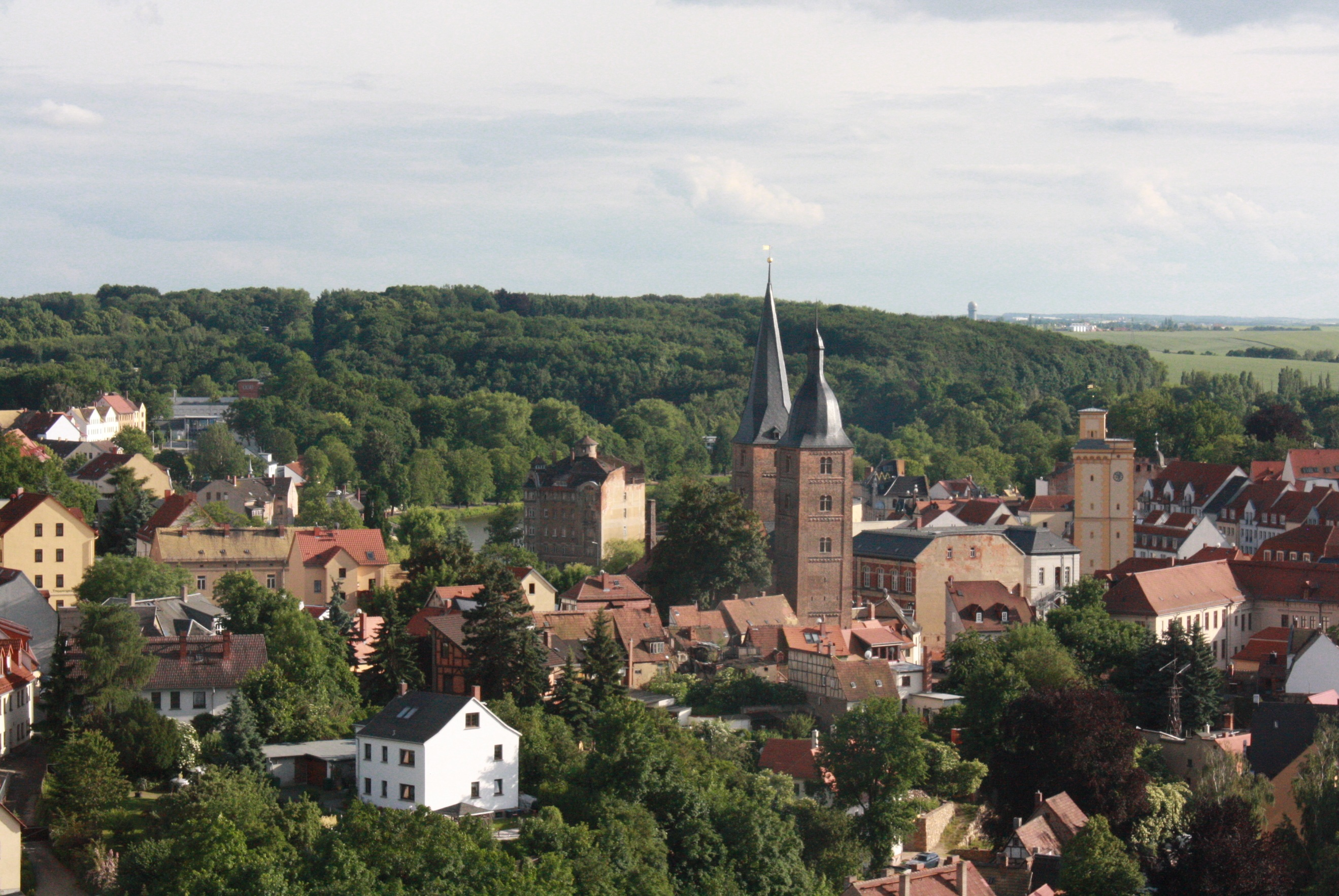
Blick auf den Frauenfels und Unterm Berg mit den Roten Spitzen

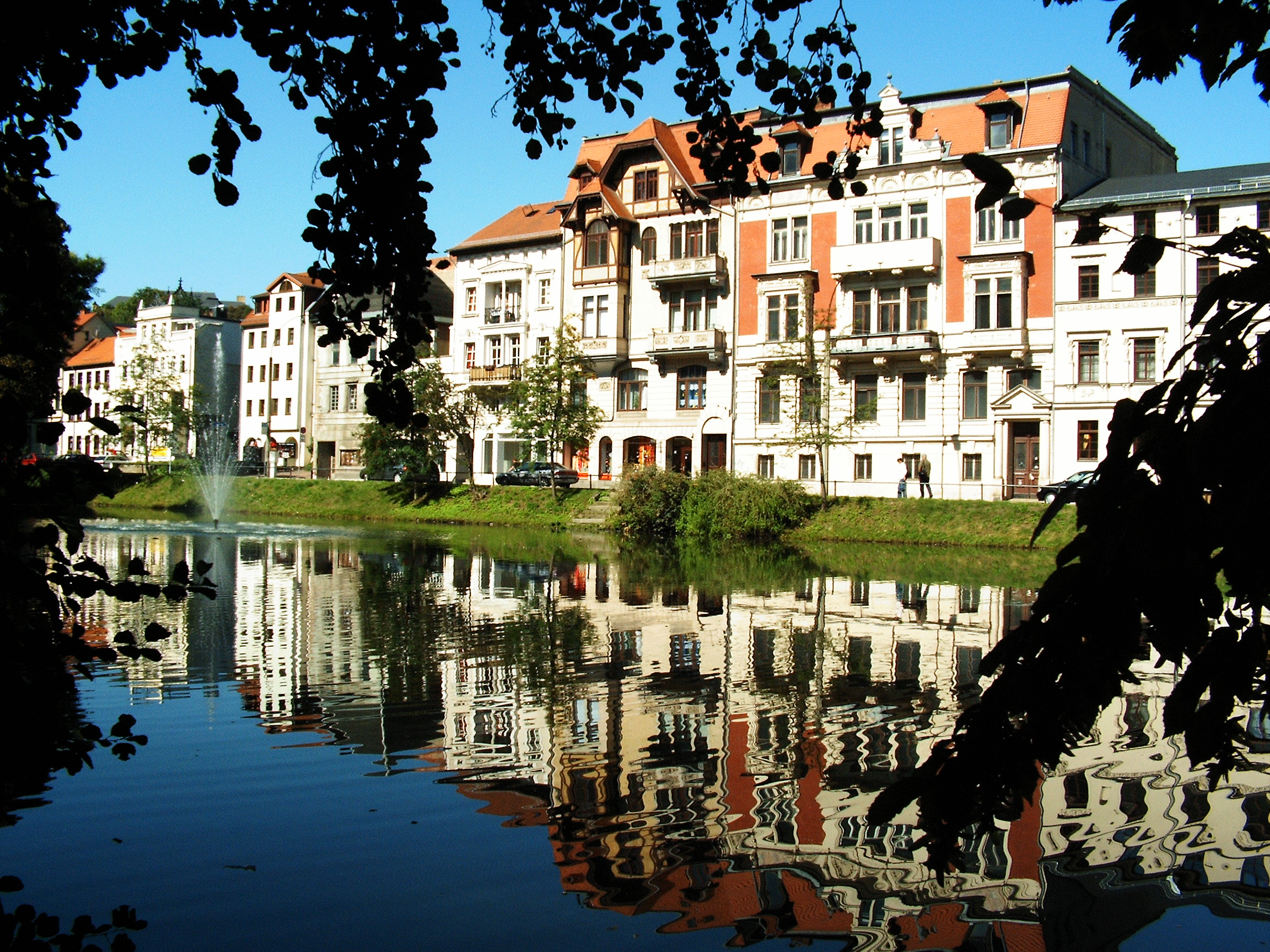
Rosa-Luxemburg-Straße in Unterpauritz

Die erste Altenburger Vorstadt wird zeitgleich mit der späteren Stadt selbst im Jahr 976 erwähnt. Diese sorbische Gründung, Podegrodici, später Ober- und Unterpauritz genannt, war eine Dienstsiedlung der sorbischen Adelsburg auf dem Gebiet des heutigen Residenzschlosses. Podegrodici bedeutet so viel wie ‚Leute unter der Burg‘. Da das Gebiet verstärkt ab 800 von slawischen Stämmen besiedelt wurde, ist der Vorort wohl älter als Altenburg selbst, welches den Hauptort eines Burgward darstellte. Zu dieser Zeit entstand auch eine Befestigung, wodurch Podegrodici aufgrund der Lage außerhalb dieser zur Vorstadt wurde. Der wesentliche Ausbau als Stadt fand unter Kaiser Friedrich I. Barbarossa statt, der ebenfalls 1165 das Bergerkloster stiftete. Dieses erhielt im 13. Jahrhundert einige Güter zu Pauritz aus dem Besitz der Burggrafen von Altenburg.
Um das Bergerkloster entstand ebenfalls eine Siedlung, die sich zu der Ober- und Untergemeinde Unterm Berg entwickelte. An diese schließt sich die Frauenfelsgemeinde an, direkt an der Stadtmauer an der heutigen Wallstraße befindet sich die Vorstadt Hinter der Mauer. Direkt südlich des Schlosses erstreckt sich Naschhausen, welches 1275 erstmals urkundlich erwähnt und ab 1548 Unterm Schloss genannt wurde. Nordöstlich des Schlosses erstreckt sich die Neue Sorge, an der sich südlich Hinterm Schloss anschließt.
Weitere Vorstädte befinden sich vor den Stadttoren. Vor dem Schmöllnschen Tor im Südwesten der Altstadt befindet sich die Schmöllnsche Vorstadt. Außerhalb der Doppeltoranlage des Johannistores liegt die Johannisvorstadt, auch Vorm Johannistor genannt. An das Teichtor im Südosten der Altstadt schließt sich die Teichvorstadt an.
All diese Vorstädte wurden in der neuen Stadtverfassung vom 1. Juli 1831 während der beginnenden Industrialisierung formal der Stadt unterstellt, also eingemeindet. Sie besaßen eine Einwohnerzahl von 4230 Personen. Der Schritt war notwendig geworden, da die Bevölkerung der Altstadt innerhalb der Stadtmauer immer weiter gewachsen war. Zudem war Altenburg seit 1826 wieder Hauptresidenz des Herzogtums Sachsen-Altenburg. Die Vorstädte gehörten zum herzoglichen  Amt Altenburg, jedoch galt aufgrund ihrer Lage innerhalb der Weichbildgrenze Altenburgs das Stadtrecht.

### Später entstandene Vorstädte

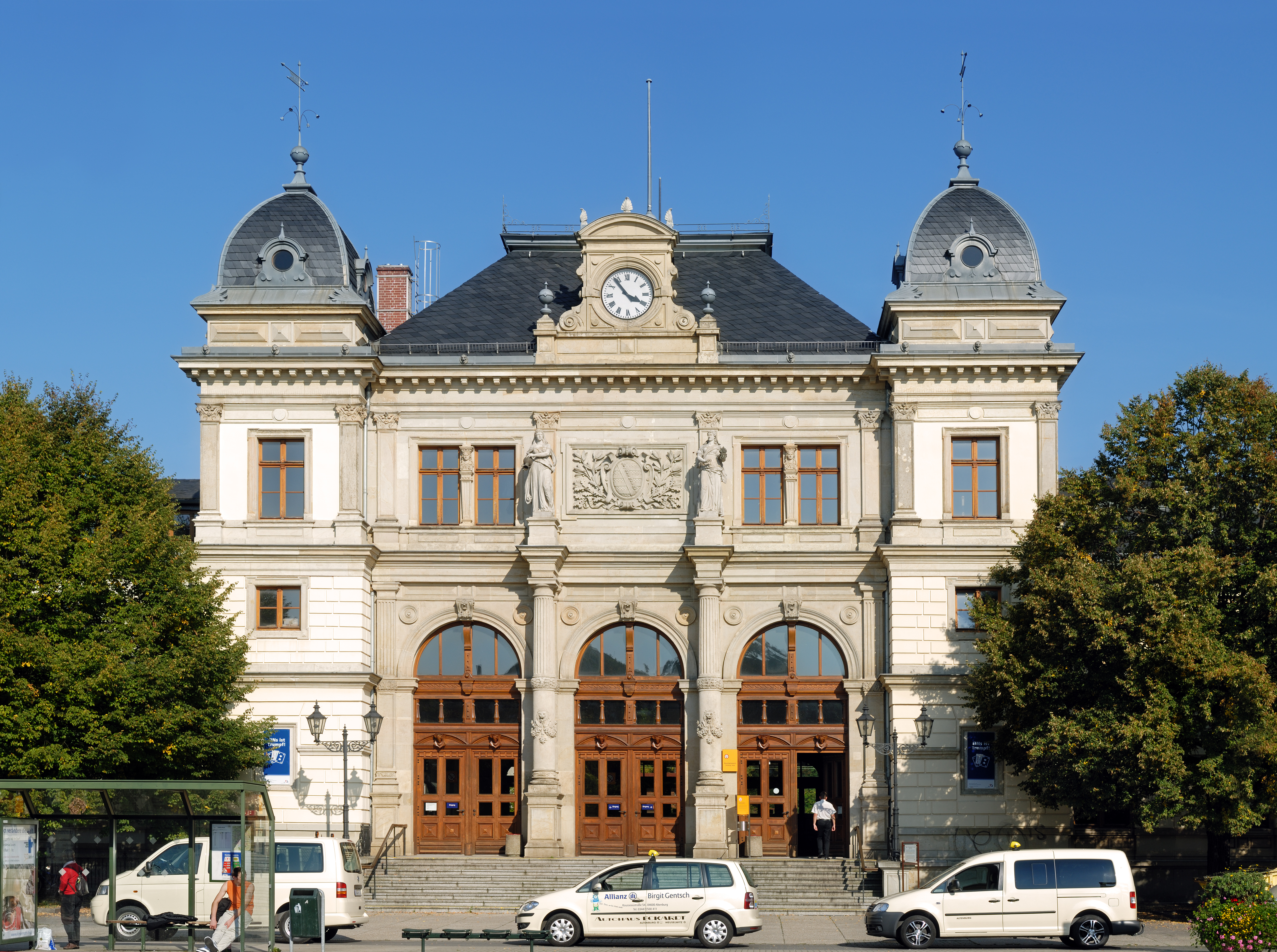
Heutiger Bahnhof

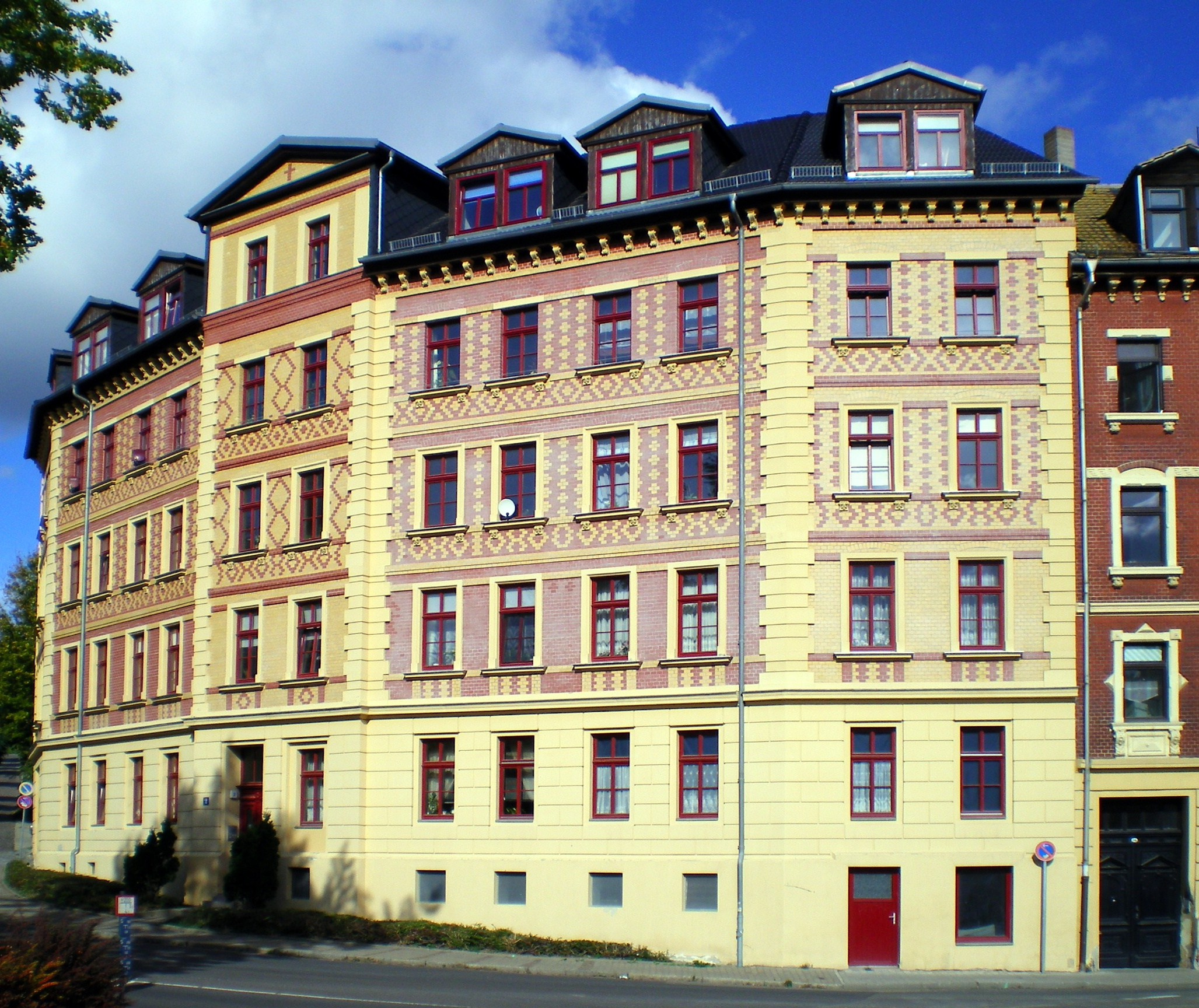
Gründerzeitarchitektur in der Nordvorstadt

Während der Industrialisierung entstanden im Laufe des 19. Jahrhunderts und zu Beginn des 20. Jahrhunderts acht neue Stadtteile. Ausgangspunkt dafür stellte der Bahnanschluss im Jahr 1842 dar. Die Nordvorstadt entwickelte sich seit 1865 an der Lindenau- und Zeitzer Straße, wo hauptsächlich Villen als Wohnort von Beamten entstanden. Im Jahr 1895 wurde das heutige Landratsamt fertiggestellt. Mit dem Bahnhofsneubau 1878 begann 1880 auch der Ausbau des Bahnhofsviertels oder der unteren Stadt. Dort entstanden größtenteils Fabriken und Arbeiterwohnstätten an Ufer-, Kanal-, Fabrik-, Terrassen- und Wettiner Straße. Beide Viertel wuchsen ab 1886 zur Nordvorstadt zusammen, als Garten- (Dr. Wilhelm-Külz-Straße), Nord-, Wilhelm- (Dostojewskistraße) und Hohe Straße (Carl-von-Ossietzky-Straße) angelegt wurden. Das gegen Ende des 19. Jahrhunderts errichtete Gefängnis wurde bis 1990 betrieben und wurde 2004 beziehungsweise 2011 abgerissen. An der Ziegelstraße (Franz-Mehring-Straße) entstand 1895 das Elektrizitätswerk, das auch die Straßenbahn betrieb, die im gleichen Jahr den Betrieb aufnahm.

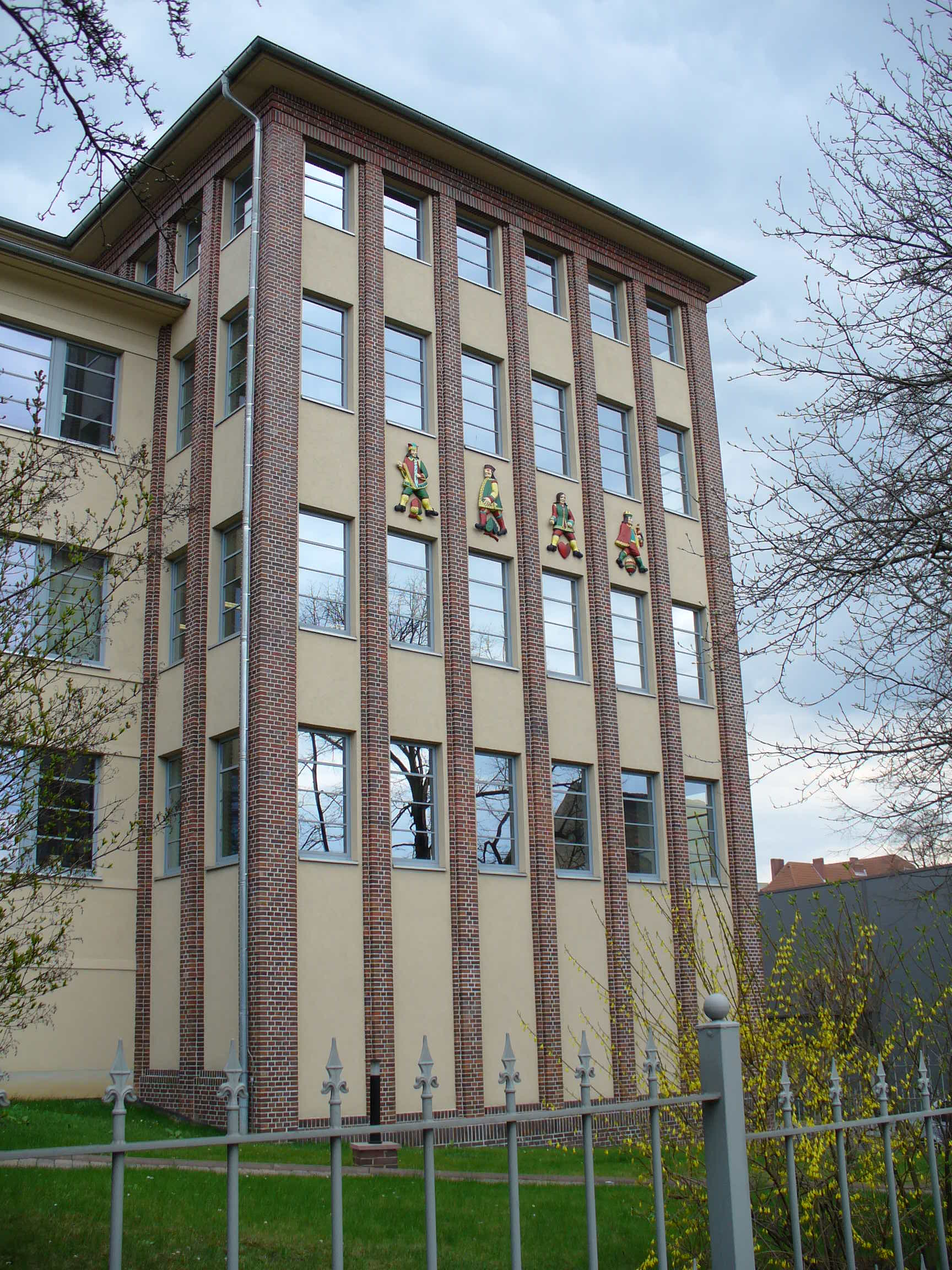
ASS Altenburger Spielkartenfabrik in der Leipziger Straße (Oststadt)

Die Leipziger Straße als Hauptstraße der Oststadt wurde um 1720 angelegt. An deren Anfang entstand 1845 die Herzog-Joseph-Kaserne, die heute von der Polizei und vom Labyrinthehaus, einem Themen- und Kulissenlabyrinth, genutzt wird. Sie war für das 1897 gegründete 8. Thüringer Infanterieregiment allerdings zu klein und so wurde weiter stadtauswärts an der Leipziger Straße die Herzog-Ernst-Kaserne errichtet, die allerdings auf Rasephaser Gemarkung steht. Die erste Querstraße zur Leipziger Straße entstand um 1900 mit der Poschwitzer Straße (Beethovenstraße). Der Poschwitzer Platz (Richard-Wagner-Platz) entstand um 1905, wo 1955 die ersten Neubauwohnungen an Mieter übergeben wurden. An der angrenzenden Brunnenstraße bestand bereits der zwischen 1900 und 1902 errichtete Schlachthof, dessen Hauptgebäude noch stehen, auf dem restlichen Gelände wurde 2010 eine Photovoltaikanlage installiert. Im weiteren Verlauf der Brunnenstraße, sowie in der Mozart-, der heutigen Poschwitzer und Mitschurinstraße (heute Christian-Friedrich-Witt-Straße) entstanden zu DDR-Zeiten Eigenheime. Südlich der Eisenbahnlinie entstand nach 1930 die Falken- oder Vogelsiedlung, eine Gartenstadt mit Einfamilienhäusern.
Ab 1874 entstand mit der Neuen Welt die erste der vier Ostvorstädte, heute auch Forscherviertel genannt. Dieses Arbeiterviertel umfasst die Theresen- (Erich-Mäder-Straße), Bauhof- (Spinozastraße), Adelheid- (Darwinstraße), Ost- (Newtonstraße), Karl- (Rousseaustraße) und Elisenstraße (Albert-Einstein-Straße) und wird von der Münsaer Straße abgegrenzt. Im Mai 2014 wurde das 1712 errichtete ehemalige herzogliche Jagdzeughaus, in dem von 1921 bis 2012 die Altenburger Berufsfeuerwehr untergebracht war, abgerissen und auf dem Gelände ein Supermarkt errichtet. Zwischen Kotteritzer Straße (Käthe-Kollwitz-Straße) und Stiftsgraben entstand um 1910 das sogenannte Gründerzeitviertel, die Bebauung zeichnet sich durch Jugendstil und die Architektur des Historismus aus. Der Stadtteil umfasst die Mauer-, Thümmel-, Hempel-, Meißner-, Körner-, Wieland-, Friesen- und Arndtstraße (Heinrich-Mann-Straße). Bereits damals waren Grünanlagen von Bedeutung, davon zeugt der Friesenplatz, der heute einen Spielplatz darstellt. Um 1920 entstand östlich davon das Dichterviertel mit Schiller-, Goethe-, Lessing- und Kleiststraße im Stil des Bauhauses. Eingeschlossen von Magdalenenstift im Norden, Neuer Welt im Osten, Dichterviertel im Süden und Gründerzeitviertel im Westen entstand zwischen 1958 und 1962 auf der zu DDR-Zeiten sogenannten Erich-Weinert-Höhe die heutige Sperlingsbergsiedlung mit 308 Altneubauwohnungen. Im September 2012 erfolgte der Abriss eines viergeschossigen Wohngebäudes mit 32 Wohnungen direkt an der Münsaer Straße, auf dieser Fläche wurde bis Dezember 2014 eine vier- bis fünfgeschossige seniorengerechte Wohnanlage mit 52 Wohnungen errichtet.

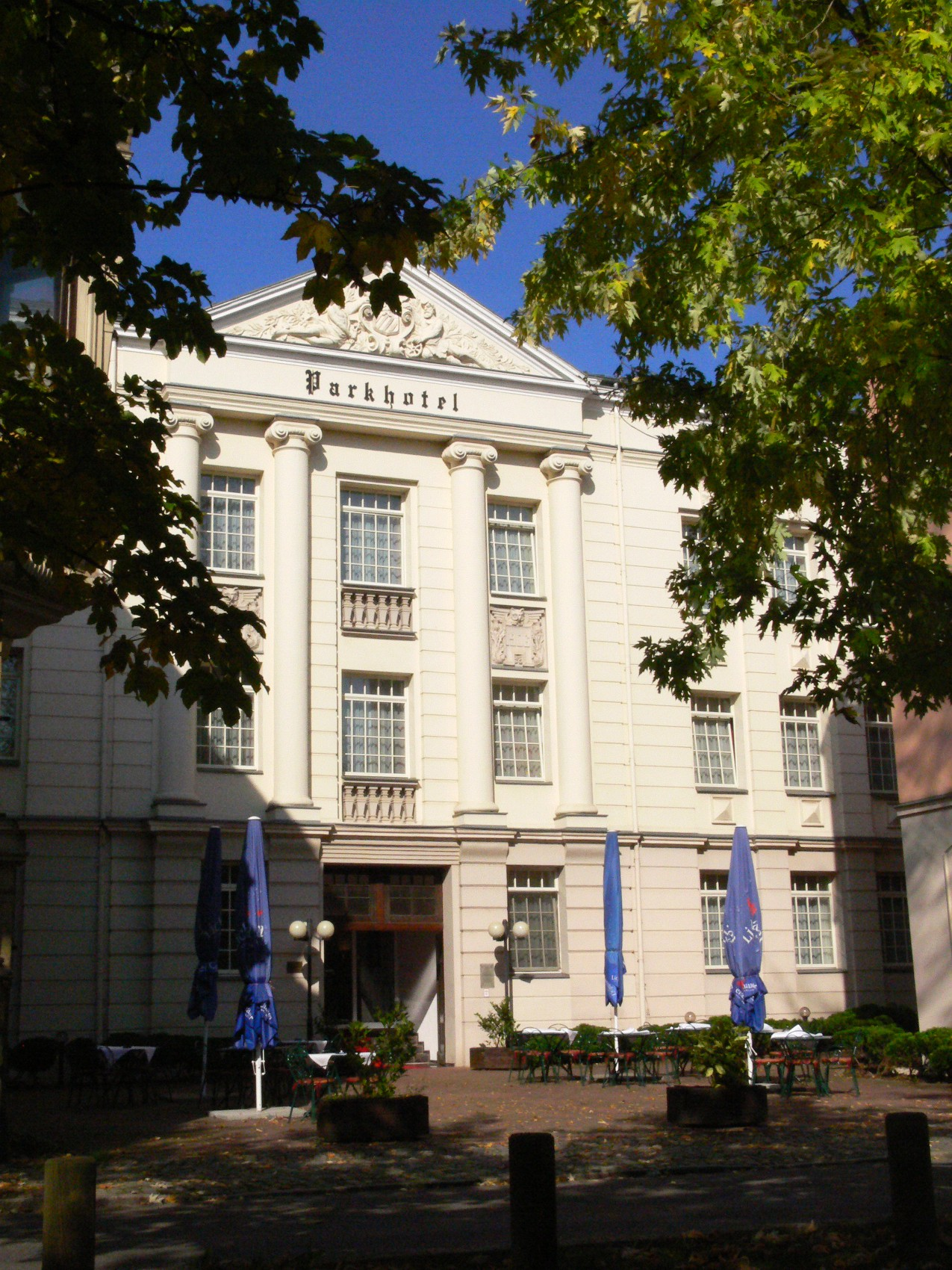
Ehemalige Hutfabrik Förster und heutiges Parkhotel in der Südvorstadt

Die ersten Gebäude der Südvorstadt bestanden zwar bereits 1831, allerdings erfolgte der eigentliche Ausbau ungefähr ab der Jahrhundertwende vom 19. zum 20. Jahrhundert. Sie erstreckt sich zwischen Schmöllnscher Landstraße im Westen und Käthe-Kollwitz-Straße im Osten. Die Gründerzeitbebauung erstreckt sich hauptsächlich an Bach- (August-Bebel-Straße), Paditzer, Zwickauer und Brauhausstraße, die von der Schmöllnschen Landstraße zur 1871 gegründeten Kommunbrauerei führte. Wesentliche Erweiterungen erhielt die Südvorstadt in den 1920er- und 1930er-Jahren. Die Brauhausstraße und die Talstraße erhielten neue Gebäude, ebenso wurden die daran angrenzenden Straßen Spinnbahn und Braugartenweg angelegt. Ebenfalls entstand an der Käthe-Kollwitz-Straße die Südstraße, wo Mehrfamilienhäuser im Bauhausstil entstanden. Nach 1930 wurde die Südstraße zur Paditzer Straße um Einfamilienhäuser erweitert. Die Südvorstadt ist die grüne Lunge der Stadt, hier befindet sich der Große Teich mit dem Inselzoo, dem Frei- und Hallenbad und dem 1907 aufgeforsteten Herzog-Ernst- beziehungsweise Stadtwald, in dem sich die 1957 eingeweihte Skatbankarena befindet.
Die Weststadt befindet sich linksseitig von Schmöllnscher Landstraße, Puschkinstraße, Am Steinweg und Zeitzer Straße. Hauptverkehrsstraße ist die Geraer Straße. Den Ursprung der Weststadt bildet allerdings der Steinweg, der bereits 1459 gepflastert wurde und zum Hospital zum heiligen Geist führt. An dieses schließt sich der Gottesacker an. Die heutigen Gebäude entstanden 1771 und 1863/64, das sogenannte Neue Hospital entstand 1843 bis 1846. Die Kirche zum Heiligen Geist wurde 1860 abgebrochen, die heute noch stehende Gottesackerkirche entstand zwischen 1639 und 1650. Der Friedhof wurde 1529 angelegt. Der Platz am Steinweg wurde zu DDR-Zeiten umgestaltet, so entstanden 1968 und 1983 Neubauten sowie 1978 eine Kaufhalle. Im Jahr 1973 wurde eine Verbindungsstraße (Am Steinweg) zwischen Puschkinstraße und Zeitzer Straße angelegt, wobei einige Gebäude weichen mussten. Westlich der Schmöllnschen Vorstadt liegt der Anger auf dem das Schützenhaus stand, daran anschließend befand sich ein Turnplatz mit Turnhalle. Im Jahr 1948 siedelte sich auf dem Anger die Altenburger Destillerie- und Liquerfabrik an. An den Querstraßen zwischen Geraer Straße und Mittelstraße entstand die Bebauung um 1900. Zwischen 1885 und 1887 entstand das Reichenbach-Hospital an der Geraer Straße, daneben das zwischen 1899 und 1902 errichtete Friedrichgymnasium. Lossener und Steinwitzer Straße wurden ebenfalls bereits um 1900 angelegt, hauptsächlich aber zu DDR-Zeiten mit Einfamilienhäusern bebaut. Zwischen 1920 und 1930 entstanden die ersten Genossenschaftshäuser Altenburgs an der Stern- und Gabelsbergerstraße. Daran schließt sich das 1992/93 errichtete Osterlandcenter an. Nach 1930 entstanden die Einfamilienhäuser an Blumenstraße und Grüntaler Weg. Die einzige Eigenheimsiedlung Altenburgs, die nach der Wiedervereinigung ab 1993 entstand ist die Goldene Glucke an der Schmöllnschen Landstraße.

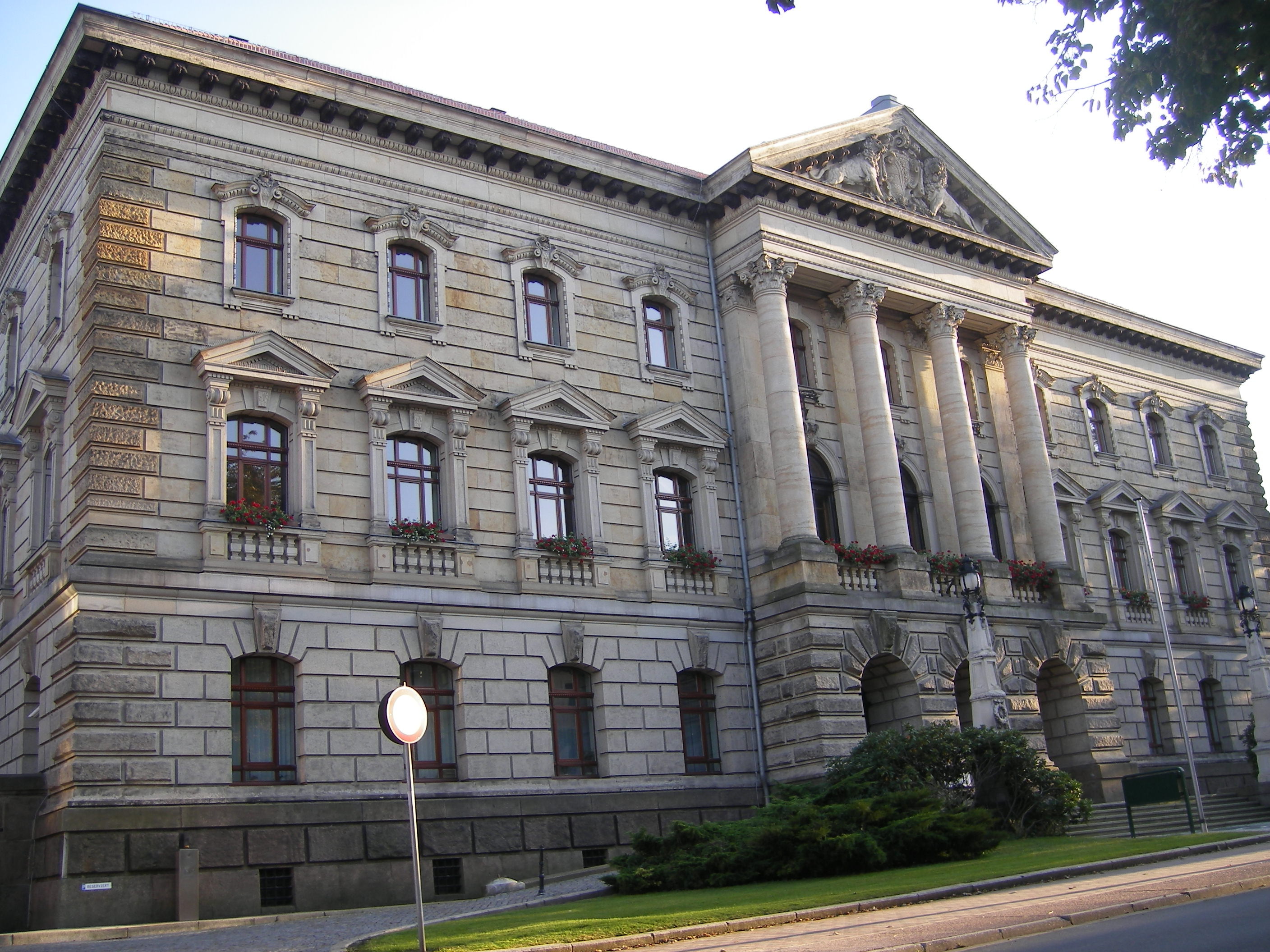
Landratsamt in der Nordvorstadt
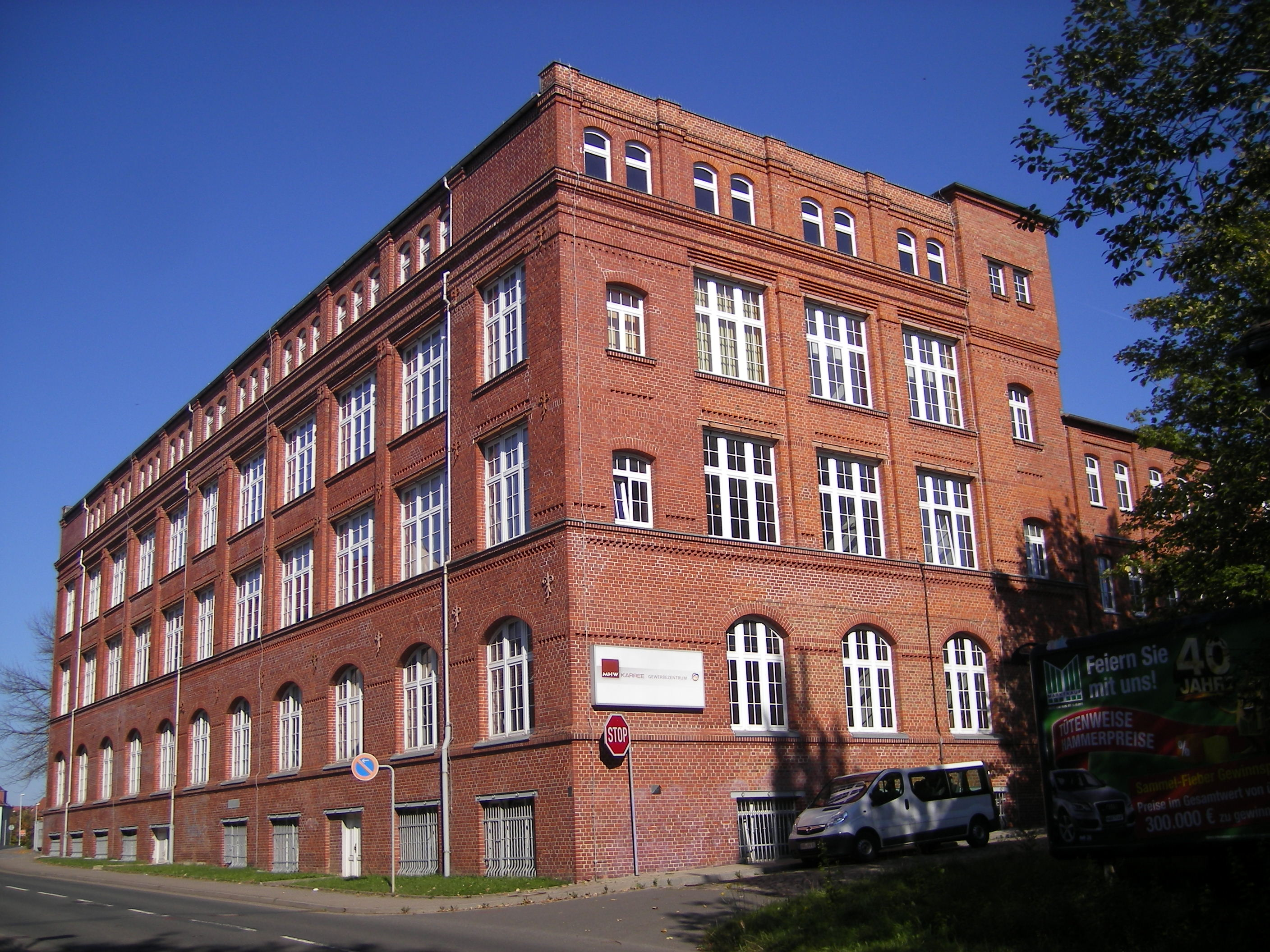
Nähmaschinenfabrik Winselmann in der Südvorstadt
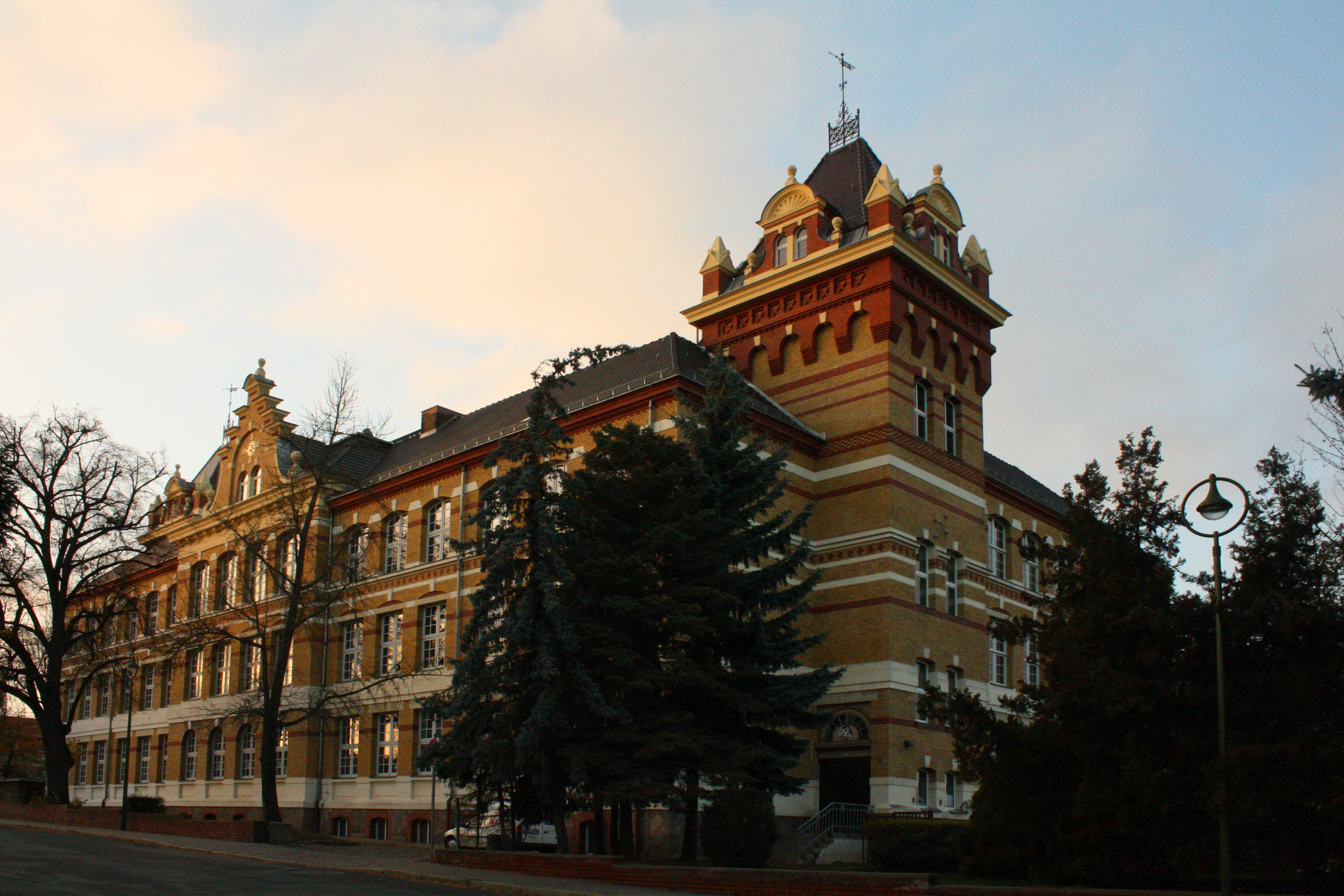
Erich-Mäder-Schule in der Neuen Welt
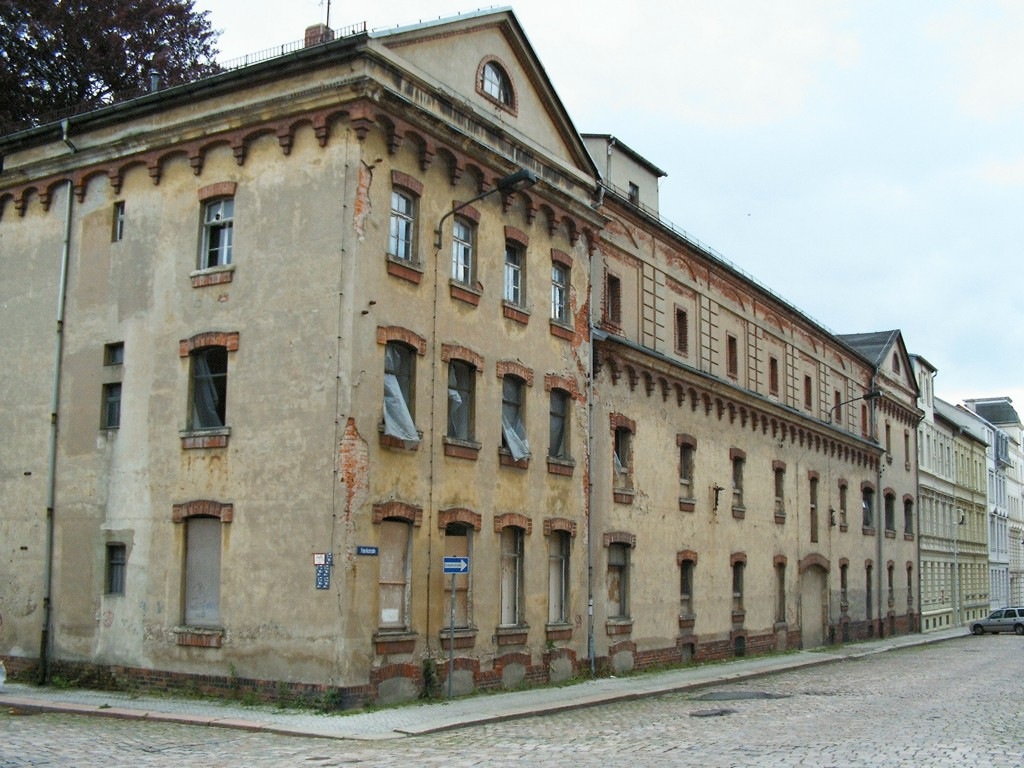
Erster Bahnhof Altenburgs in der Nordvorstadt

### Weitere Stadtteile
Altenburg breitete sich hauptsächlich nach Norden aus, so verschmolzen die Agglomerationen der Stadt mit denen der Dörfer Kauerndorf, Rasephas und Zschernitzsch. Während letzteres seinen dörflichen Charakter behielt entwickelte sich Kauerndorf zu einer regelrechten Arbeitersiedlung, deren Bewohner in den nahen Fabriken der Nordvorstadt beschäftigt waren. Rasephas behielt seinen dörflichen Charakter teilweise, dennoch entstand zwischen 1922 und 1926 die Eisenbahnersiedlung als größte Gartenstadt Thüringens. Die Bewohner arbeiteten in den Stellwerken des Bahnhofes. Zwischen diesen drei Stadtteilen und der Nordvorstadt entstand zwischen 1958 und 1964 die Lerchenbergsiedlung und ab 1975 Altenburg-Nord. Im Osten und Westen wurden die Stadtteile Poschwitz und Drescha eingegliedert, die ihren dörflichen Charakter weitestgehend behielten. Nach Süden erfolgte zwischen 1971 und 1975 der Bau des Stadtteiles Altenburg-Südost.

## Vorstädte
| Vorstadt                   | Lage im Stadtgebiet | Einwohner am 31. Dezember 2000 | Einwohner am 31. Dezember 2010 | Fläche in km² | Bevölkerungs- dichte 2010 |
| -------------------------- | ------------------- | ------------------------------ | ------------------------------ | ------------- | ------------------------- |
| Mittelalterliche Vorstädte |                     | 2.170                          | 2.130                          | 0,64          | 3.328                     |
| Nordvorstadt               |                     | 3.266                          | 3.466                          | 1,1           | 3.151                     |
| Ost                        |                     | 2.505                          | 1.936                          | 1,87          | 1.035                     |
| Ostvorstädte               |                     | 3.893                          | 3.891                          | 1,4           | 2.779                     |
| Südvorstadt                |                     | 2.186                          | 2.035                          | 2,69          | 757                       |
| West                       |                     | 3.038                          | 3.056                          | 3,43          | 891                       |